# Fago T2
Il fago T2 è un batteriofago del genere dei virus di tipo T che infetta Escherichia coli. Il suo virione contiene DNA lineare a doppio filamento, ridondante alle estremità.
Il fago T2 fu uno dei primi virus ad essere studiato nel dettaglio. Ne furono individuati sette che infettano Escherichia coli e furono denominati per semplicità di tipo 1 (T1), tipo 2 (T2), ecc. In seguito ci si rese conto che T2, T4 e T6 presentano una struttura molto simile (testa poliedrica, struttura specifica della coda e fibre apposite per attaccarsi alla superficie del batterio).
Il fago T2 è noto per essere stato utilizzato in un celebre esperimento dai ricercatori Alfred Hershey e Martha Chase, che dimostrarono che il DNA dei virus è iniettato all'interno della cellula batterica ed è responsabile della produzione di ulteriori DNA e proteine virali, mentre le proteine, restando all'esterno, non sono ereditate tra le generazioni. Il fago è infatti ricoperto da uno strato protettivo a base proteica ricco in zolfo, che resta all'esterno del batterio in seguito all'iniezione. Il DNA, unica molecola contenente fosforo, fu invece ipotizzato essere responsabile della trasmissione ereditaria dei caratteri. Hershey e Chase utilizzarono infatti fosforo e zolfo marcati ed evidenziarono che solo il fosforo marcato si manteneva lungo le generazioni.